# Le Plessier-sur-Saint-Just
Le Plessier-sur-Saint-Just – miejscowość i gmina we Francji, w regionie Hauts-de-France, w departamencie Oise.
Według danych na rok 1990 gminę zamieszkiwały 513 osoby, a gęstość zaludnienia wynosiła 67 osób/km² (wśród 2293 gmin Pikardii Le Plessier-sur-Saint-Just plasuje się na 525. miejscu pod względem liczby ludności, natomiast pod względem powierzchni na miejscu 634.).